# Emidio Tucci
Emidio Tucci é uma marca espanhola de prêt-à-porter, joalharia e perfume, fundada em 1975 sob domínio do El Corte Inglés.  É uma das marcas espanholas com mais sucesso no mercado, sendo sobretudo imagem de marca a nível nacional através de celebridades, políticos e até mesmo da seleção de Espanha.   